# Kanton Nevers-Est
Der Kanton Nevers-Est war von 1985 bis 2015 ein französischer Kanton im Arrondissement Nevers, im Département Nièvre und in der Region Burgund; sein Hauptort war Nevers.

## Gemeinden
Der Kanton bestand aus einem Teil der Stadt Nevers (hier angegeben die Gesamteinwohnerzahl) und einer weiteren Gemeinde. 
Die Bevölkerungszahl des Kantons betrug zum 1. Januar 2012 insgesamt 8839 Einwohner. 
| Gemeinde   | Einwohner Jahr | Fläche km² | Bevölkerungsdichte | Code INSEE | Postleitzahl |
| ---------- | -------------- | ---------- | ------------------ | ---------- | ------------ |
| Nevers     | 34.841 (2013)  | –          | – Einw./km²        | 58194      | 58000        |
| Saint-Éloi | 2.147 (2013)   | 16,45      | 131 Einw./km²      | 58238      | 58000        |